# Ho imparato a sognare (singolo Fiorella Mannoia)
Ho imparato a sognare è un singolo di Fiorella Mannoia, estratto dall'album di cover Ho imparato a sognare e pubblicato il 6 novembre 2009 dalla Sony Music. Il brano è una cover dell'omonimo brano dei Negrita.
Del brano è stato realizzato anche un videoclip diretto da Gaetano Morbioli.
Il 24 settembre 2013 Sony Music pubblica la compilation Pink Is Good, a cui Fiorella Mannoia partecipa con Ho imparato a sognare; il ricavato è stato devoluto alla Fondazione Umberto Veronesi per finanziare la lotta contro il tumore al seno.

## Tracce
Testi e musiche di P. Bruni, C. Petricich, E. Salvi, F. Barbacci e F. Li Causi.
1. Ho imparato a sognare – 4:11